# قنفذيات الماء
قنفذيات الماء أو الأخينوسيات (الاسم العلمي Echinoida)، رتبة حيوانات بحرية من قنافذ البحر.

## الفصائل
- فصيلة أخينوسية Gray, 1825
- فصيلة Echinometridae Gray, 1825
- فصيلة Parasaleniidae
- فصيلة Strongylocentrotidae Gregory, 1900

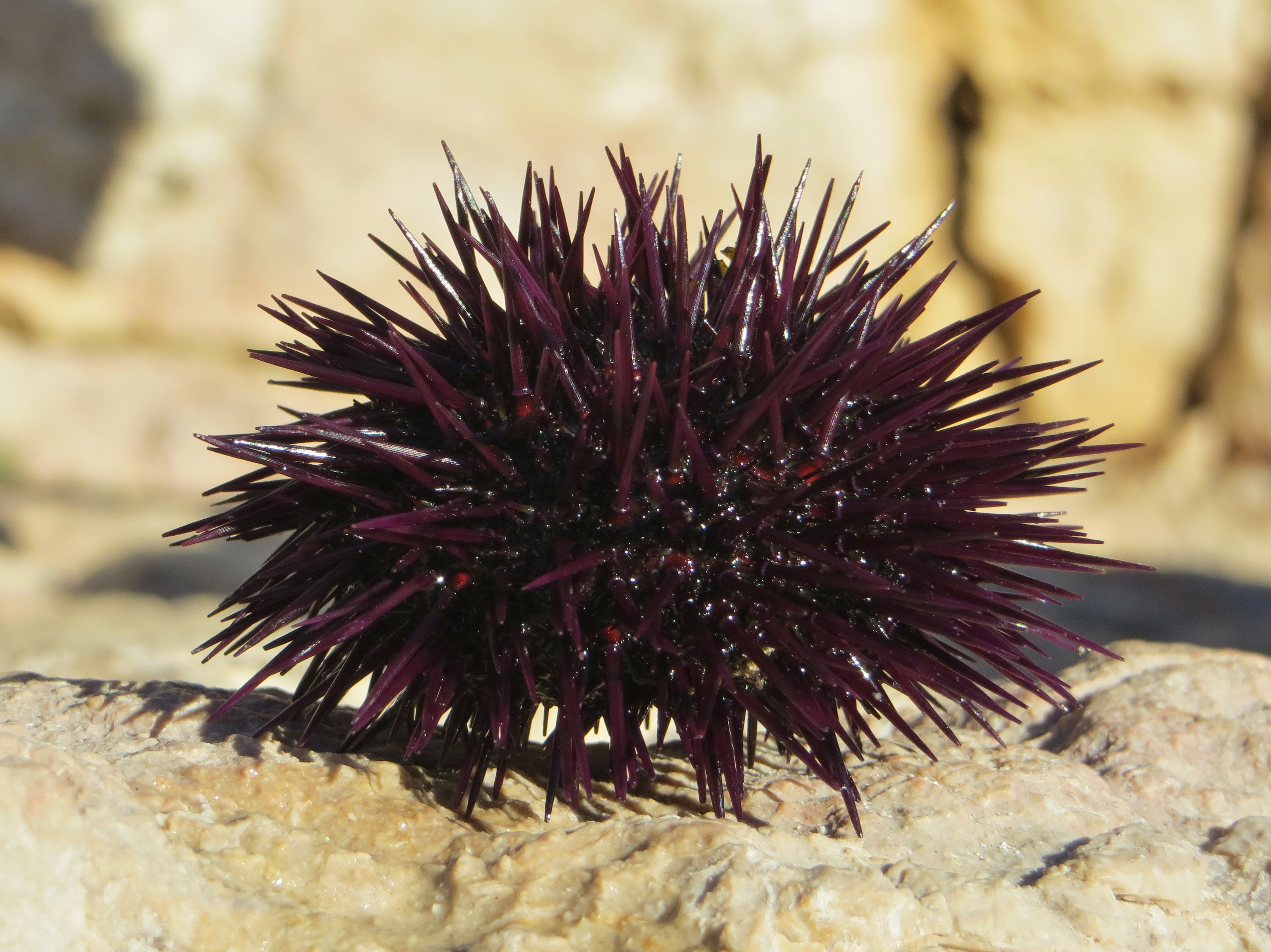
Paracentrotus lividus (أخينوسية)
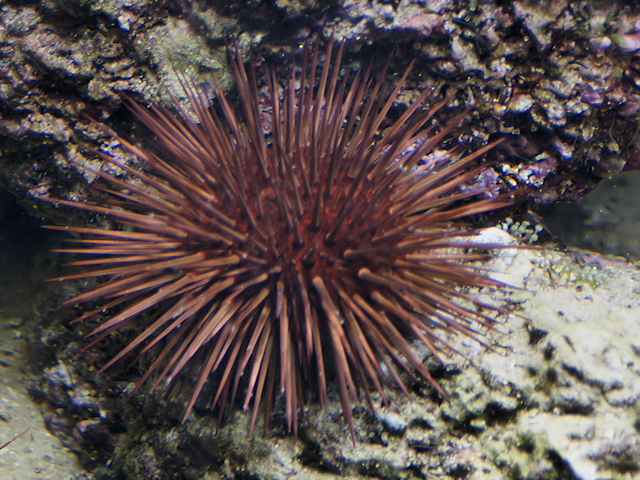
Echinometra lucunter (Echinometridae)
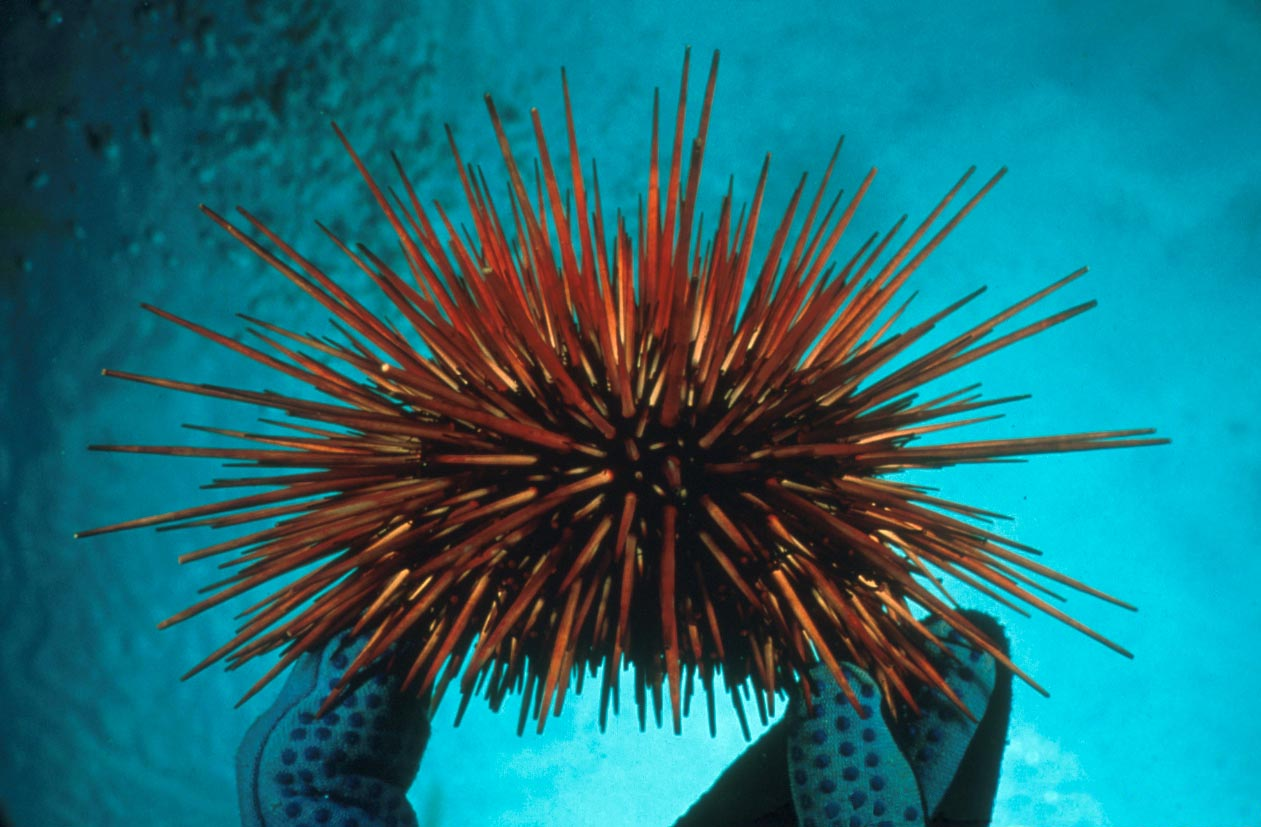
قنفذ البحر الأحمر (Strongylocentrotidae)